# Glabbeek (Limburg)
Glabbeek was een Belgische gemeente in het graafschap Loon, bestaande uit het huidige Opglabbeek en Neerglabbeek.
Glabbeek behoorde tot het graafschap Loon. In 1219 schonk graaf Lodewijk III van Loon het domein aan de Abdij van Averbode. Ook het tiendrecht en het patronaatsrecht van de Opglabbeekse Sint-Lambertusparochie kwam in handen van deze abdij. Vanaf 1366 viel het graafschap Loon onder de Bisschoppelijke Tafel van Luik.
Neerglabbeek was met Opglabbeek, de hoofdplaats, verbonden door de Glabbekerweg (tegenwoordig: Zandstraat), die liep door de Gruitroderheide.
Later werden Opglabbeek en Neerglabbeek twee aparte gemeentes. Op 1 januari 1977 werd Neerglabbeek gefuseerd met Meeuwen, Gruitrode, Wijshagen en Ellikom de fusiegemeente Meeuwen-Gruitrode. Opglabbeek fuseerde niet. Per 1 januari 2019 worden Opglabbeek en Neerglabbeek (en de rest van Meeuwen-Gruitrode) weer herenigd in de nieuwe fusiegemeente Oudsbergen.